# Apteromantis
Apteromantis là một chi côn trùng thuộc họ Mantidae. Nó chỉ có hai loài:
- Apteromantis aptera
- Apteromantis bolivari